# The Biography Channel (Canada)
The Biography Channel (ou simplement bio.) était une chaîne de télévision canadienne spécialisée de catégorie A diffusant principalement des biographies, lancée le 7 septembre 2001 et appartenant à Rogers Media. Elle est une déclinaison de la version américaine qui appartient à A&E Television Networks, qui a changé de nom durant l'été 2014. La chaîne a été remplacée par Viceland le 29 février 2016.

## Histoire
Après avoir obtenu une licence auprès du CRTC en 2000, Rogers Broadcasting (40 %), Shaw Communications (40 %) et A&E Canada (20 %) ont lancé le service The Biography Channel le 7 septembre 2001 consacré à des biographies actuelles et d'intérêt et à une programmation informative connexe. Au mois de juin 2006, Shaw Communications a vendu ses parts à Rogers Media, et A&E a aussi vendu ses parts à une date inconnue.
Durant l'été 2014, la version américaine a changé de nom pour Fyi, une chaîne style de vie, dont Shaw Media a lancé une version canadienne à l'automne 2014, laissant la chaîne Bio canadienne sans nouvelle source de programmation.
À l'été 2015, il est annoncé que Rogers renommera Bio pour Vice au début de 2016.